# Saskia van Uylenburgh
Saskia van Uylenburgh (2 août 1612 - 14 juin 1642) est l'épouse du peintre néerlandais Rembrandt. Elle lui a souvent servi de modèle dans ses peintures et ses dessins.

## Biographie

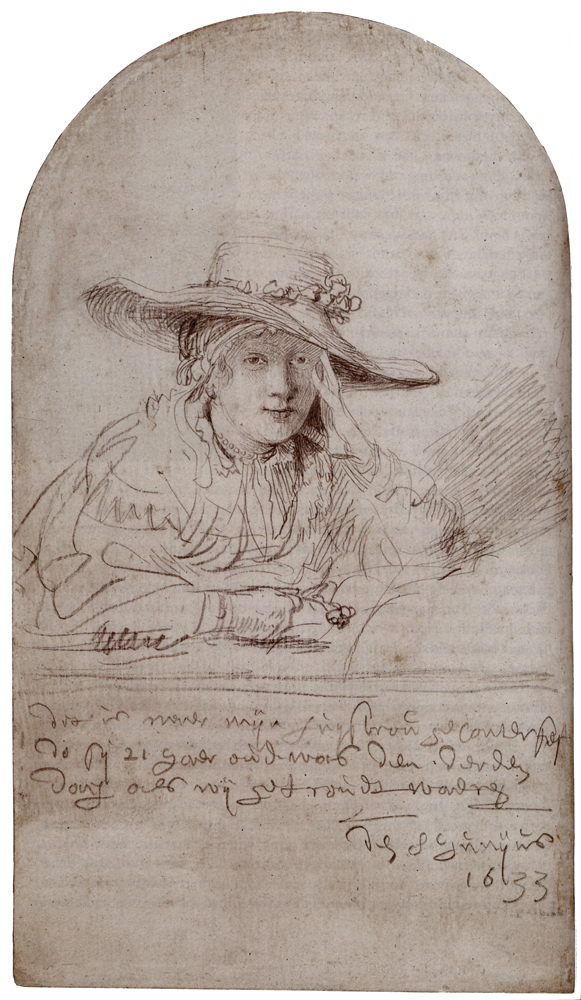
Portrait de Saskia en tant qu'épouse, 1633, Pointe d'argent sur parchemin blanc, 18,5 × 10,6 cm, conservé au Kupferstichkabinett Berlin.

Née à Leeuwarden, Saskia est la benjamine des huit enfants de Rombertus van Uylenburgh (en), célèbre avocat, bourgmestre de la ville ainsi qu'un des fondateurs de l'Université de Franeker. La jeune fille est orpheline à l'âge de douze ans, après la mort de sa mère, Sjoukje Ozinga, puis celle de son père cinq ans plus tard. Elle est alors élevée par son oncle, Hendrick van Uylenburgh, peintre et marchand d'art venu de Pologne pour s'établir à Amsterdam en 1625.
Saskia rencontre Rembrandt grâce à son oncle, Hendrick van Uylenburgh, un des marchands auquel l'artiste confie ses œuvres pour la vente.
Le couple se marie le 22 juin 1634 à Het Bildt, où Saskia a été élevée par sa sœur Hiskje et son beau-frère Gerard van Loo. Après la mort de sa sœur Antje, Saskia s'était mise au service de cet autre beau-frère, le professeur polonais Johannes Maccovius (en), qui enseignait la théologie à Franeker.
Rembrandt vit dans une certaine aisance grâce à la reconnaissance de son talent et, en 1639, Saskia et lui s'établissent dans une élégante maison dans la Jodenbreestraat. La maison se trouve à proximité de la galerie du cousin de Saskia dans le quartier juif, devenue aujourd'hui le Rembrandthuis museum. Trois des enfants du couple meurent peu après la naissance. Le 22 septembre 1641 ils ont enfin un fils Titus, ainsi nommé en l'honneur de la tante maternelle Titia (Tietje) van Uylenburgh. Saskia meurt l'année suivante, probablement de tuberculose, et est enterrée dans la Oude Kerk.

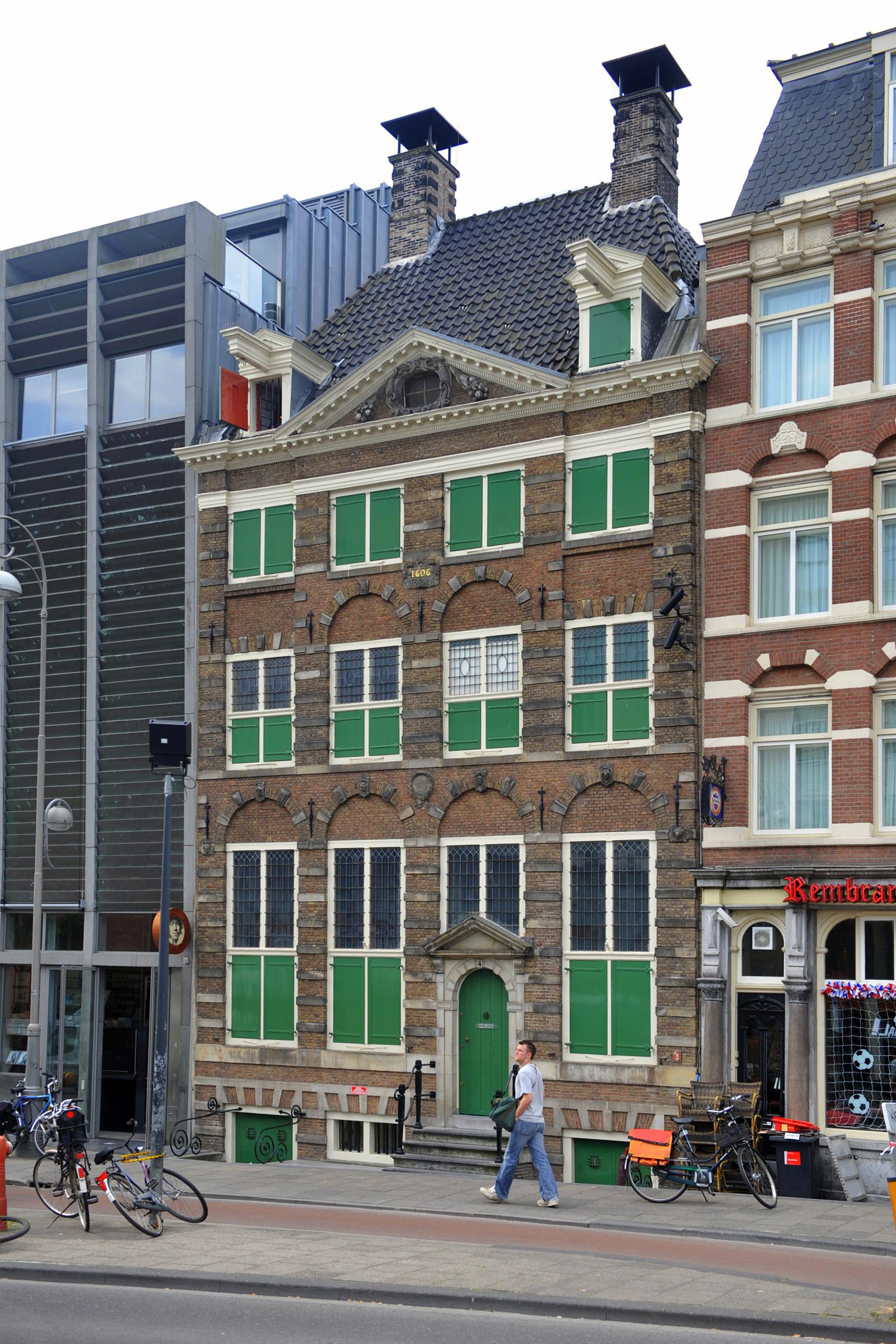
Le musée de la maison de Rembrandt, Jodenbreestraat, Amsterdam.

## Après la mort de Saskia
Après un certain temps, Rembrandt donne les bijoux et les bagues ayant appartenu à Saskia à la nourrice Geertje Dircx, geste peu apprécié par la famille van Uylenburgh. Quelques années plus tard, Geertje désire que le peintre l'épouse, auquel cas il devrait renoncer à l'héritage de Saskia. Le mariage ne se fait pas. Geertje part et essaie de vendre les bijoux ; Rembrandt s'adresse au tribunal et fait enfermer Geertje dans un asile à Gouda.
Titus et la nouvelle compagne de son père, leur ex-bonne Hendrickje Stoffels, s'occupent de donner du travail à Rembrandt dans ses dernières années : une solution astucieuse pour lui permettre de peindre sans être assiégé par les créanciers. Le 27 octobre 1662 Rembrandt vend la tombe de Saskia pour pouvoir payer l'enterrement de Hendrickje.